# Plate-forme de Pittsburgh de 1885
Pour les articles homonymes, voir Plate-forme de Pittsburgh.
La plate-forme de Pittsburgh de 1885 est le texte fondamental de la réforme classique du judaïsme aux États-Unis.
Appelant les Juifs à adopter une approche moderne dans la pratique de leur foi, elle énonce en huit points la primauté de la croyance et de l’éthique sur la pratique et la tradition ainsi que le rejet de toute définition nationaliste de la communauté juive.
Cette plate-forme a été adoptée par l'UAHC (Union of American Hebrew Congregations) en 1885.

## Aux origines de la plate-forme
La réforme du judaïsme, née en Allemagne, se diffuse ensuite aux États-Unis où les Juifs souhaitent pour la plupart une certaine évolution du judaïsme, depuis l’aile dure représentée par David Einhorn, adepte de Samuel Holdheim, à ceux qui entendent se situer dans la continuité du courant allemand (plus influencé par Abraham Geiger) comme Isaac Mayer Wise et à des rabbins orthodoxes « progressistes » comme Marcus Jastrow et Sabato Morais.
Au plus fort de sa controverse avec Alexander Kohut, opposant au radicalisme, le rabbin réformé Kaufmann Kohler, proche de David Einhorn, convoque une convention au Concordia Club à Pittsburgh, Pennsylvanie, laquelle se tient du 16 novembre au 19 novembre 1885. Il la présente comme la suite logique de la convention de Philadelphie de 1869, qui avait abouti à la constitution du Minhag America, rituel réformé unifié, alors même qu’il s’était opposé aux mesures d’Isaac Mayer Wise, les jugeant contraires à l’idéologie libertaire du mouvement réformé. Cependant, soucieux de l’influence qu’il entend donner à cette conférence, il demande à Wise d’y présider.

## Les huit points de la plate-forme
Ce document fondateur définit l'idéologie de la réforme classique en huit points, et nommé « Déclaration juive d'indépendance » par le rabbin  Isaac Mayer Wise.
- Le premier définit la religion comme un désir universel à éprouver la « présence de Dieu dans l'homme » et le judaïsme comme la religion possédant « la conception la plus élevée de l'idée de Dieu », bien que soit reconnu que toute religion tend vers « Celui qui est infini ».

- Le second appuie sur l’importance de la Bible plutôt que du Talmud, soulignant par ailleurs qu’il s’agit d’un produit humain de son époque.

- Les troisième et quatrième points déclarent explicitement vouloir n’en garder que les aspects moraux et appellent au rejet pur et simple de toutes les lois établies sur des bases rituelles plutôt que morales. La cacheroute (observation des lois alimentaires juives) est l’un de ces rituels qu’il convient d’abroger car inadaptés à la civilisation moderne et édictés en réponse à des idées « étrangères à notre statut mental et spirituel actuel », focalisant indûment les esprits sur des pratiques dépassées plutôt que sur des considérations éthiques.

- Les cinquième et sixième points sont un rejet de la notion de peuple juif et de retour en Palestine, la plate-forme de Pittsburgh définissant les Juifs comme une communauté religieuse, certes consciente et fière de son passé glorieux, à l'intérieur de la nation américaine. Elle appelle donc au rejet définitif de toute velléité de réinstaurer une présence juive dans son berceau historique ou du culte sacrificiel : il ne saurait être question « d'un retour vers la Palestine, d'un culte qui autoriserait le sacrifice d'animaux et de la restauration des lois de l'Etat hébreu ». La plate-forme appelle aussi à reconnaître les mérites du christianisme et de l'islam, en tant que religions dérivées du judaïsme et par là même alliées naturelles dans l’établissement de l’idéal juif.

- Le septième point situe la notion de rétribution dans le seul plan de l’âme, rejetant les concepts de résurrection, de paradis et d’enfer.

- Le huitième point insiste enfin fortement sur le concept de justice sociale, défini comme le fondement, le but et l’idéal de la loi mosaïque (et actuellement exprimé par la conception réformée du tikkoun olam, « réparation du monde »).

## Répercussions de la plate-forme
Loin d’être le document conciliant toutes les tendances, la plate-forme de Pittsburgh reflète principalement les opinions et positions de Kaufmann Kohler, dont la foi a été anéantie par les nouvelles sciences dispensées à l’Université de Berlin. La pratique et le nationalisme juif sont donc abandonnées sur l’autel de la religion naturelle, dont le judaïsme réformé n’est plus qu’une variante juive.
Le rejet des repères traditionnels comme la cacherout, concrétisé par la présence de fruits de mer au buffet suivant la déclaration, met fin au rêve d’Isaac Mayer Wise de réunir sous sa bannière toutes les tendances juives des États-Unis. Les dénominations Union of American Hebrew Congregations et Hebrew Union College-Jewish Institute of Religion sont toutefois conservées (l’UAHC deviendra ultérieurement l’Union for Reform Judaism).
Les partisans d’une réforme modérée, principalement représentés par Sabato Morais et Marcus Jastrow, appuyés par Alexander Kohut et Bernard Drachman et soutenus par des juifs désormais en rupture tant avec l’orthodoxie traditionnelle que la réforme, fondent le Jewish Theological Seminary of America. Celui-ci prône initialement une orthodoxie « progressiste » modérée avant de devenir, vers la fin des années 1880, le centre d’une nouvelle tendance, le « judaïsme conservateur », sous l’impulsion du rabbin Solomon Schechter et de divers rabbins formés au Jüdisch-Theologische Seminar de Zacharias Frankel à Breslau.
L’aspect le plus controversé de la plate-forme de Pittsburgh demeure néanmoins son anti-sionisme patent. Si Isaac Mayer Wise avait pu faire une entorse à ses principes en maintenant à son poste Caspar Levias, Kaufmann Kohler, le « Torquemada de l’anti-sionisme », écartera ce dernier ainsi que Henry Malter, Max Schloessinger et Max Margolis de l’Hebrew Union College.

## Devenir de l’idéologie de la plate-forme
Ainsi que le notait Kohler, le judaïsme réformé se veut progressiste et ses positions sont périodiquement réévaluées afin de répondre aux souhaits de la majorité des membres de l’Union pour le judaïsme réformé.
Kohler mort, le mouvement réformé révise progressivement ses positions sur le sionisme, principalement du fait de l’arrivée aux États-Unis de populations d’Europe de l'Est pour lesquels les États-Unis sont avant tout un refuge contre l’anti-sémitisme. La plate-forme de Columbus de 1937 évoque le sujet, encore que de manière assez nuancée, bien que le très influent et pro-sioniste American Jewish Congress, fondé un an plus tard, compte parmi ses principaux représentants les rabbins réformés Stephen Wise, Abba Hillel Silver et Max Raisin. En 1976, la reconnaissance du peuple juif est actée lors de la « Centenary Perspective », adoptée par la Conférence centrale des rabbins américains (CCAR) à San Francisco à l’occasion du centenaire de la fondation des principales institutions réformées et, en 1997, à l’occasion du centenaire du sionisme politique, 
la CCAR traite, pour la première fois, spécifiquement des rapports entre judaïsme réformé et sionisme dans son Reform Judaism & Zionism : A Centenary Platform, également appelée plate-forme de Miami.
Par ailleurs, la plate-forme de Pittsburgh de 1999 se marque par un retour relatif à la tradition, bien que maintenant ses positions sur la non-contraignance de la Loi juive. Par ailleurs, l’attitude du judaïsme réformé sur d’autres points, tels que la patrilinéarité, la reconnaissance partielle de la validité des mariages mixtes et l’ordination des femmes, le maintient en tension avec les mouvements du judaïsme plus traditionnels et en opposition avec les lois religieuses en Israël.